# Урва ибн Масуд
Абу Яфур Урва ибн Масуд ас-Сакафи (араб. عروة بن مسعود‎; ум. 630) — сподвижник пророка Мухаммеда, вождь племени сакиф в Таифе. Он был одним из первых людей из своего племени, принявший ислам. Проповедуя ислам в его родном городе, убил несколько вождей своего племени.

## Биография
Жил в Таифе. Принадлежал к роду ахляф племени сакиф. Его мать принадлежала к племени курайшитов. Он был одним из видных деятелей Аравии, во время переговоров в Худайбийе представлял интересы курайшитов. После встречи с Мухаммедом говорил: «О люди! Видел я императора Византии Кисру, царя Персии Кайсара и негуса Эфиопии Наджаша но, клянусь Аллахом, не припомню я, чтобы приближенные кого-либо из этих царей относились бы к ним с таким почтением, с каким сподвижники Мухаммада относятся к нему!» в другой версии хадиса «не видел владыку, к которому относились бы с таким почтением, с каким сподвижники относились к Мухаммаду. Я не видел людей, которые не подчинялись ему».
Он был женат на дочери Абу Суфьяна Амине или Маймуне. У него был сын по имени Дауд ибн Урва, который женился на своей двоюродной сестре по матери Хабибе бинт Убайдуллах.
В сборнике Сахих Муслима имеется хадис, в котором приводятся слова пророка Мухаммада о том, что Урва ибн Масуд внешностью напоминает пророка Ису (Иисус). Пророк Мухаммед описывал Ису среднего роста, с красноватым цветом лица и кудрявыми, распущенными волосами.